# Eboraria
Para la escultura en marfil y oro véase criselefantino

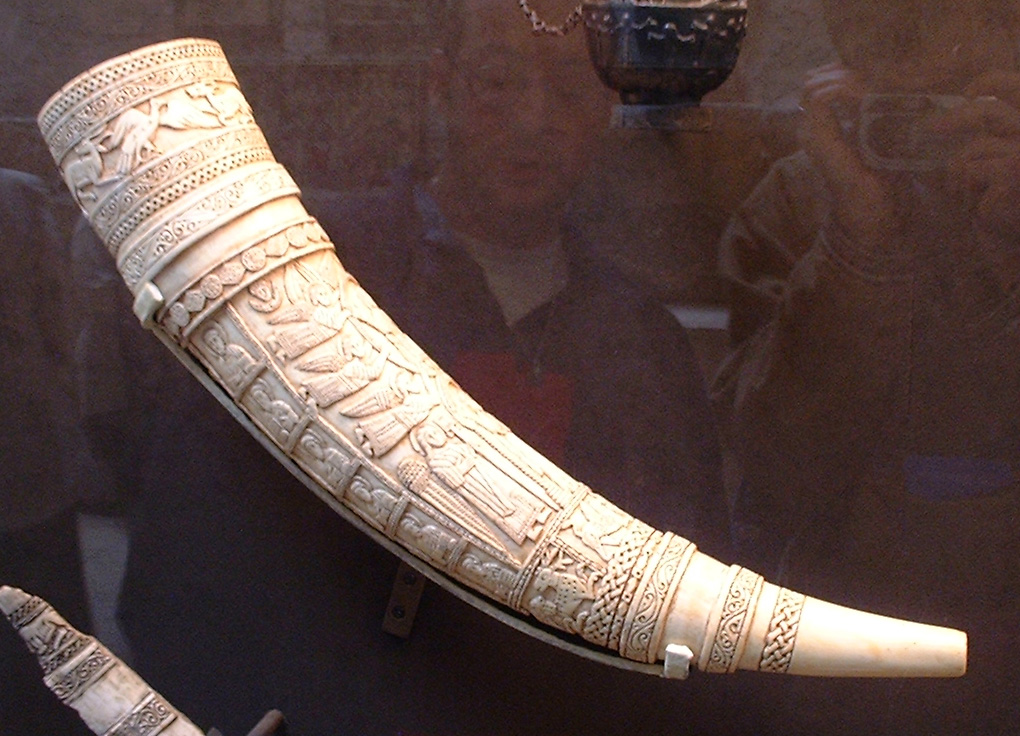
Olifante de Saint-Arnoul de Metz, tallado en marfil del del sur de Italia.

La eboraria es el arte específico de tallar el marfil.

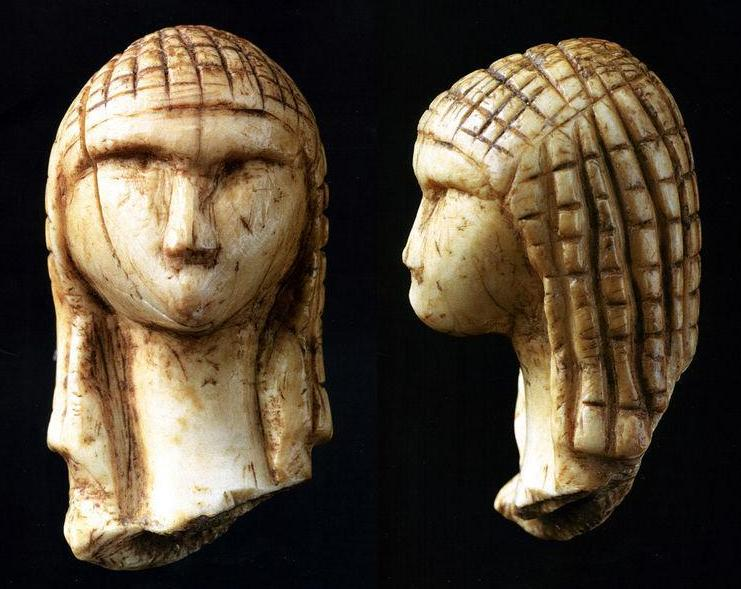
Dama de Brassempouy, de ca. 25 000 años de antigüedad, tallada en marfil de mamut.

Desde su origen los humanos han utilizado el marfil (así como dientes y otros huesos de otros animales, y partes duras como los cuernos) para la producción del arte prehistórico. Desde el Holoceno, la ausencia de elefantes fuera de África y el sur de Asia convirtió el marfil en un producto de lujo objeto de comercio a larga distancia. Al contrario que los metales preciosos o las piedras preciosas tiene difícil reciclado o uso monetario, lo que facilita su conservación como pieza original. También ha ayudado su naturaleza más robusta que la de las pinturas. Las obras sobre marfil siempre se han valorado, y su tasa de supervivencia y portabilidad ha sido muy importante en la transmisión del estilo artístico.
Es frecuente que las placas talladas de marfil se reutilicen por el reverso. La mayoría de las cubiertas de libros medievales se exhiben actualmente separadas de sus libros y liberadas de sus coberturas metálicas.

## Civilización occidental

### Edad Antigua y Alta Edad Media

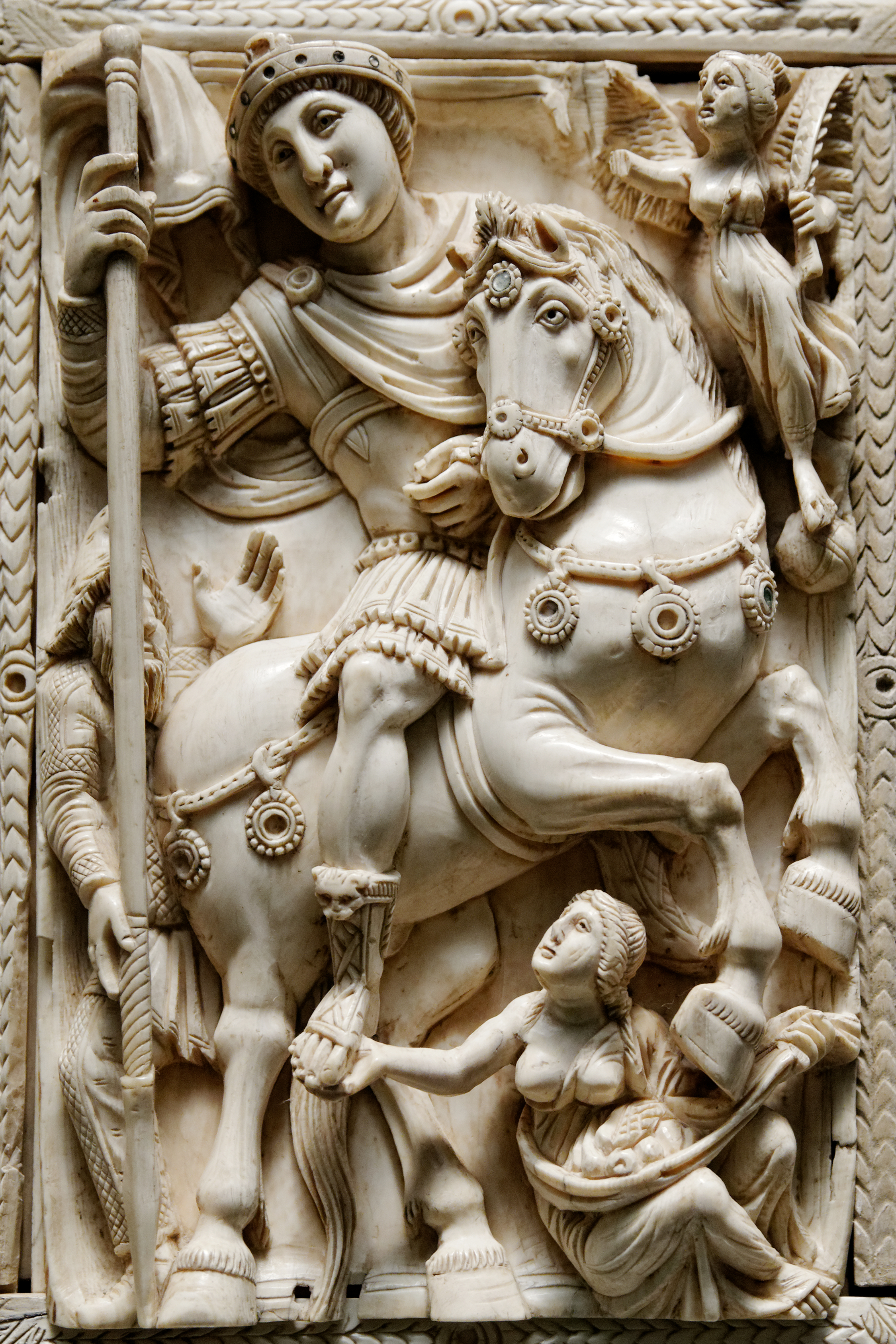
Díptico Barberini, realizado para un victorioso emperador bizantino, comienzos del siglo VI. En su parte inferior (no mostrada en esta imagen) se representa un colmillo de elefante entre el botín.}}

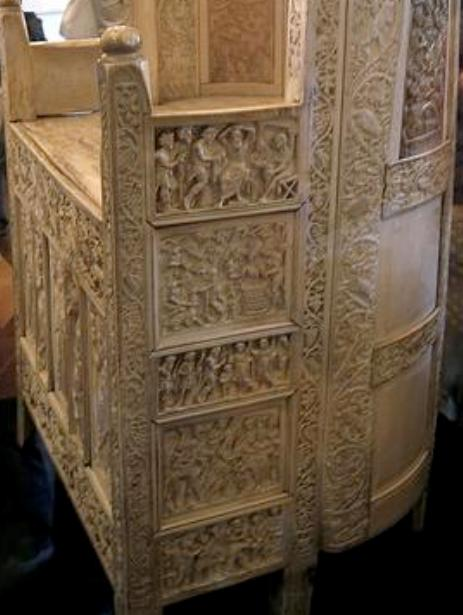
Trono de Maximiano, c. 550.

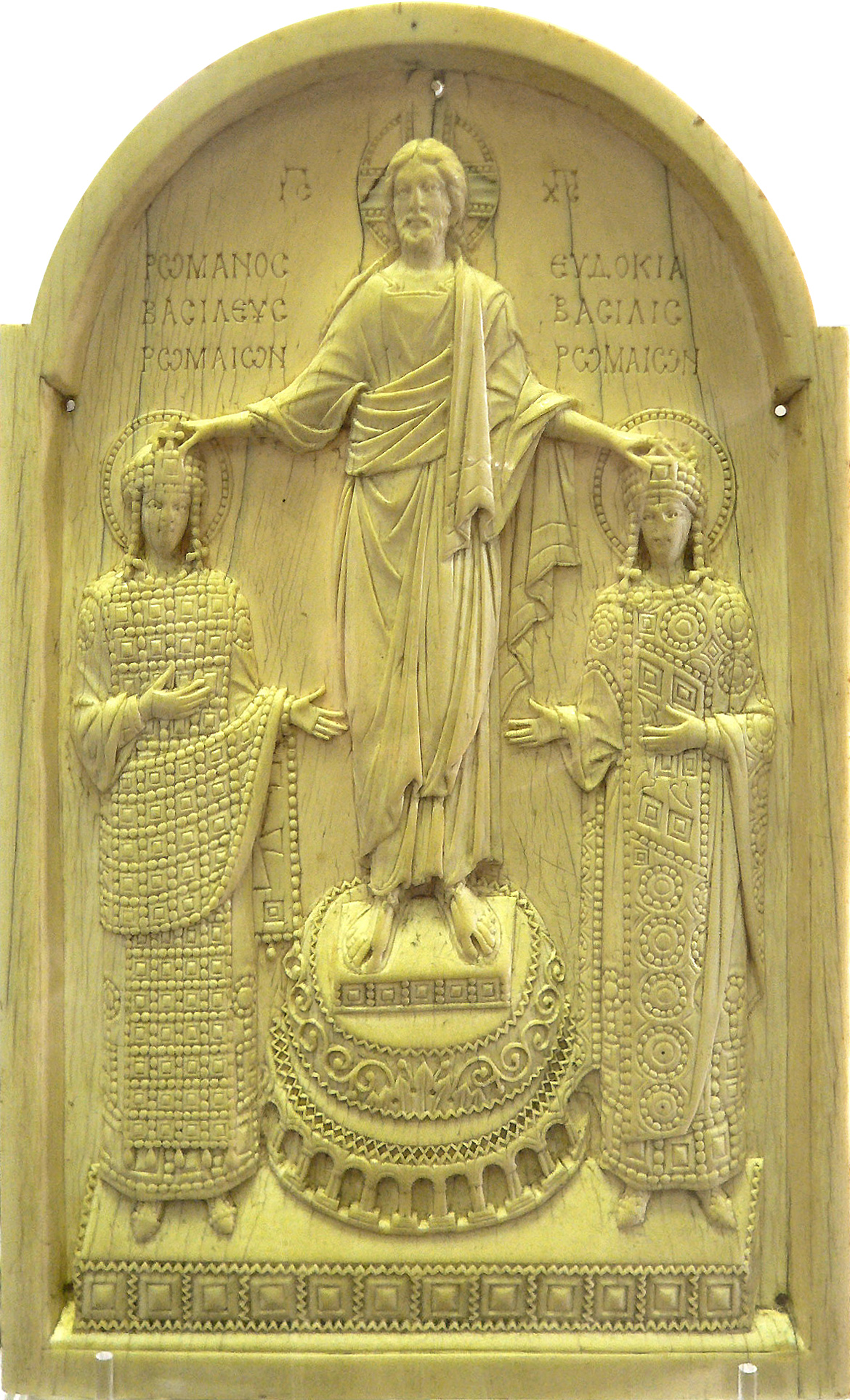
Consagración de Romanos y Eudoxia (Romanos Ivory, Cabinet des Médailles de la Bibliothèque nationale de France), ca.945-949.

La escultura crisoelefantina, de figuras realizadas con marfil y oro, suele utilizar el marfil para representar la carnación y el oro para los ropajes. Entre los más notables ejemplos están las colosales Atenea Pártenos y Zeus de Olimpia, ambas de Fidias. La conservación del marfil es buena en climas secos y no cálidos, pero no en el resto de los ambientes, o en contacto con el suelo. La desaparición de la mayor parte de las obras de la Grecia antiga hace que nuestro conocimiento de ellas sea relativo, aunque es algo mejor en el caso de la Roma antigua, como los dípticos consulares, que dejaron de producirse en 541, pero que se reutilizaron como cubiertas de libros eclesiásticos medievales. La forma se adaptó posteriormente a la iconografía cristiana de uso devocional, combinándose con gemas y aumentando el número de paneles.
El marfil se utilizó en el palacio de Darío en Susa, según una inscripción de Darío I. La materia prima se trajo de Nubia (África), Sind (Asia meridional) y Aracosia.
No hay duda que se hacían en marfil objetos de tipología similar a la cerámica romana, pero muy pocos se han conservado. Hay algunos cofres con placas de marfil grabadas en relieve, cuyas formas se imitaron en la Alta Edad Media. El Cofre de los francos o Cofre de Auzon es una versión anglosajona del siglo VIII, y el Cofre Veroli es bizantino, ca. 1000. Ambos incluyen escenas mitológicas, respectivamente germánicas y clásicas, que también se encuentran en unas pocas obras de este periodo.
La obra eboraria superviviente más importante de la Antigüedad Tardía es el Trono de Maximiano, cathedra de Maximiano de Rávena (obispo de esa ciudad entre 546-556), cubierta enteramente de placas de marfil, probablemente grabados en Constantinopla, con decoración floral que enmarca varias figuras y el complejo monograma del obispo.
Después de la iconoclasia, que destruyó la mayor parte del arte figurativo bizantino, los trípticos fueron la principal producción de la eboraria bizantina. Entre los ejemplos más notables está el Tríptico Harbaville (siglo X). Su relativamente pequeño tamaño indica que se usaban para la devoción privada. Otro famoso ejemplo del mismo siglo es el Tríptico Borradaile (British Museum), con una única imagen central (la Crucifixión). El llamado Consagración de Romanos y Eudoxia es similar a los anteriores, pero su panel central muestra a Cristo coronando al emperador Romanos y la emperatriz Eudoxia. Si este emperador ha de identificarse con Romano II, podría datarse entre 944 y 949. En el siglo XII la eboraria bizantina había declinado hasta prácticamente desaparecer.
El arte Carolingio copió y varió muchos marfiles de la Antigüedad Tardías. La eboraria occidental, que continuó su tradición hasta la época del Gótico, también realizaba polípticos, con paneles laterales divididos en niveles de escenas narrativas, en vez de las filas de santos propias de las obras bizantinas. Solían desarrollar los ciclos de la vida de la Virgen y de Cristo. Si eran trípticos, el panel central solía llevar una escena hierática de mayor escala, mientras que los dípticos comúnmente llevaban solo escenas narrativas. El arte occidental no mostró la inhibición bizantina sobre esculturas en bulto redondo: los relieves fueron dando paso crecientemente a las estatuillas, que fueron siendo las mejores obras. También se realizaban piezas de juegos, como el ajedrez de la isla de Lewis (segunda mitad del siglo XII).
Los olifantes eran instrumentos de viento tallados con delicadas miniaturas, en el extremo de un colmillo de elefante, que utilizaban los caballeros haciéndolos sonar como señal de aviso o para la caza, aunque probablemente su principal uso era más bien exhibirlos.

### Románico
La eboraria tuvo un gran desarrollo en la época románica, especialmente en las zonas de influencia carolingia. Las obras en marfil, junto con los esmaltes y el trabajo de orfebrería en plata, oro y bronce. mostraban sobre todo el poder de los que las encargaban, principalmente en grandes monasterios o poderosos personajes, como decía Benedeit en su Viaje de san Brandán:

El prior de aquel lugar manda sacar sus tesoros y reliquias: las cruces, los relicarios y los libros; misales alhajados con amatistas, con piedras preciosas de muchos quilates, todas engastadas con oro; los incensarios de oro macizo e incrustaciones de gemas; las casullas de oro puro –como tan brillante no hay ni en Arabia–, con rubíes y ágatas sordas. Enormes y todas de una pieza-, con sus broches todos rutilantes con jaspes y topacios.

Los trabajos en marfil, metal, en bronce, oro o plata, cruces, relicarios, candelabros, la orfebrería junto con el trabajo del esmalte, alcanzó una gran perfección en objetos litúrgicos como cálices y ostensorios, cubiertas de libros o placas para frontales de altar, con las técnicas del cincelado y la filigrana, y que luego se distribuían principalmente en rutas de peregrinaje.

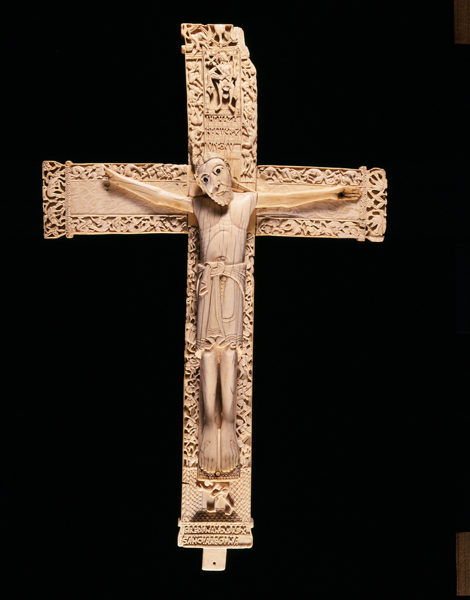
Crucifijo de don Fernando y doña Sancha.

En España desde el siglo XI  hubo un gran taller de eboraria y orfebrería en San Isidoro de León, siendo una gran muestra de ello el crucifijo de don Fernando y doña Sancha y la caja de reliquias de san Juan Bautista junto con el cáliz de doña Sancha y el relicario de san Isidoro.
Otro taller a resaltar fue el del monasterio de San Millán de la Cogolla, con las arcas para reliquias de san Millán y san Felices.

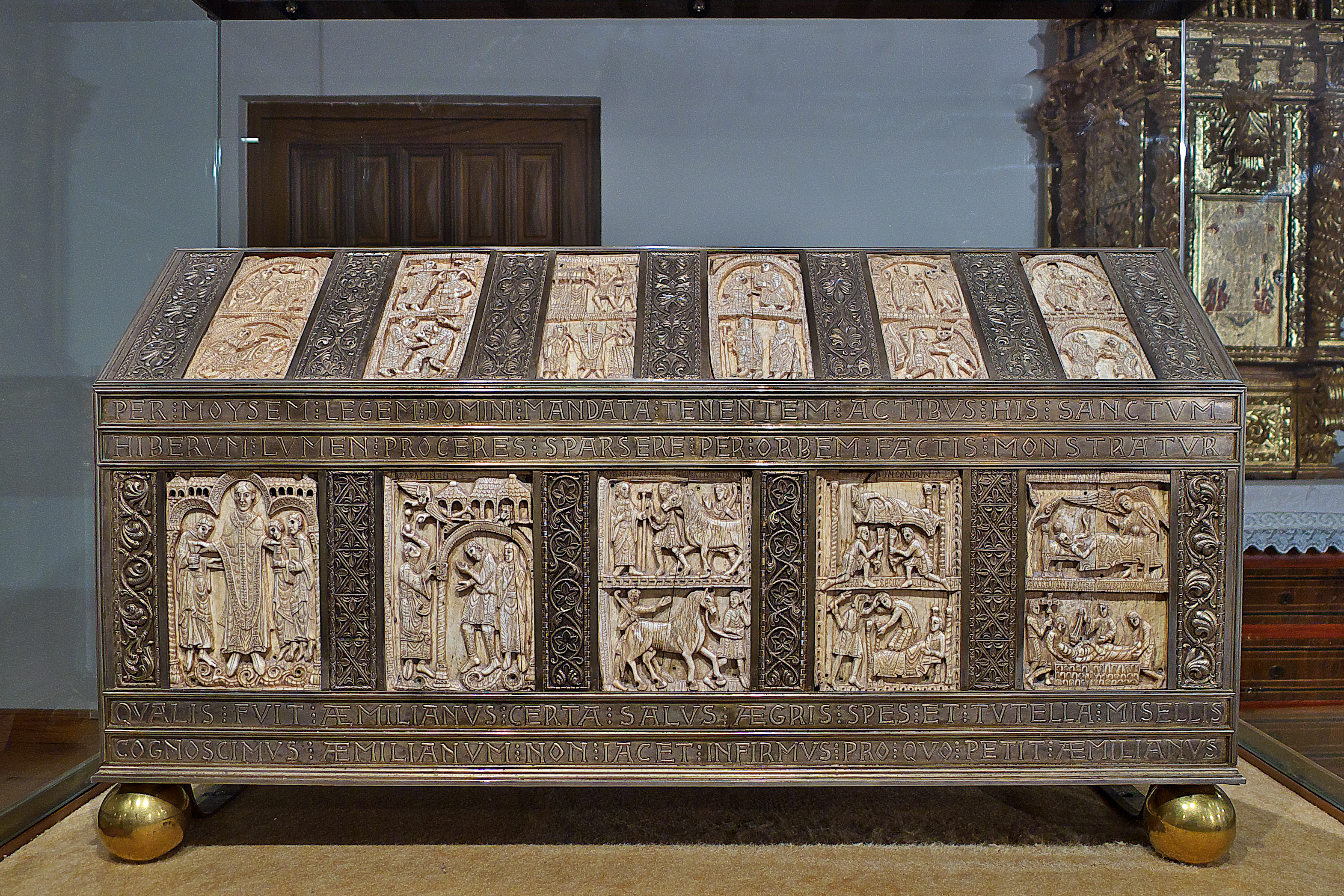
Arca de San Millán de la Cogolla

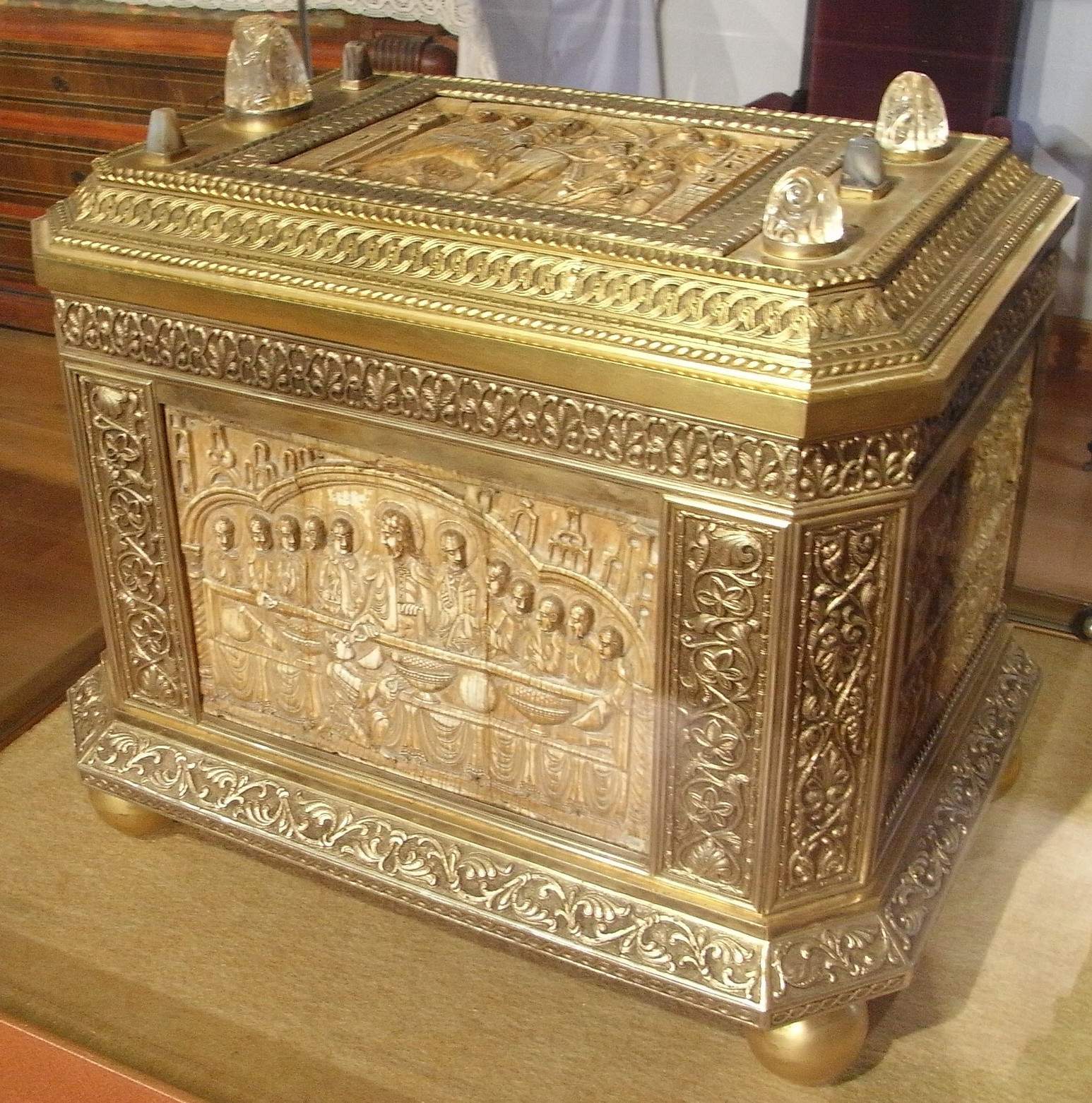
Arqueta de San Felices en el Monasterio de San Millán.

### Baja Edad Media

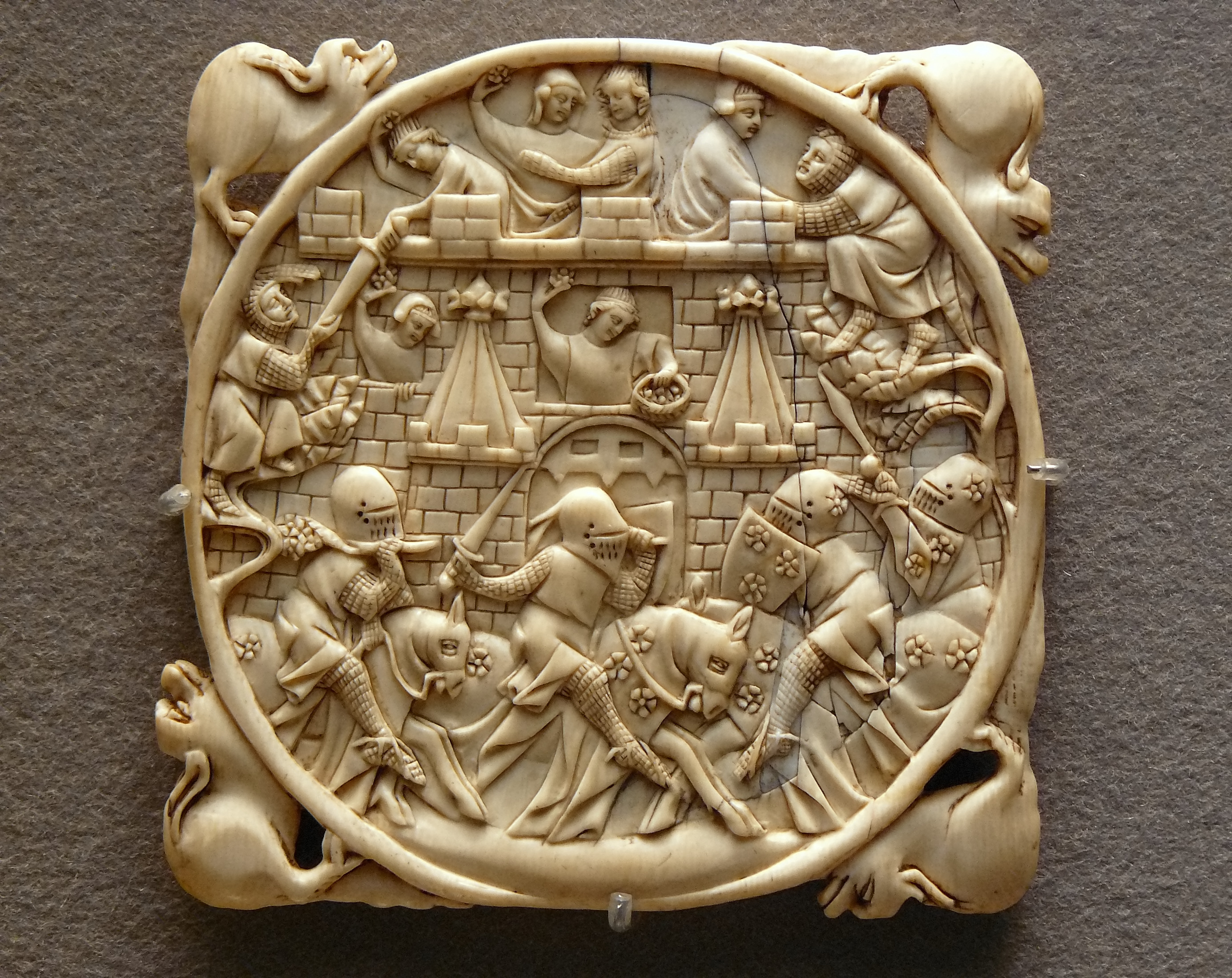
Asedio del Castillo del Amor (Siege of the Castle of Love), caja de espejo, París, 1325-1350.

En los siglos finales de la Edad Media el marfil se fue haciendo más disponible para los talleres europeos. París se convirtió en el centro de producción más importante, prácticamente a escala industrial, exportando a toda Europa. Las piezas seculares (cajas de espejo, peines, juegos de ajedrez), o las devocionales de uso privado (dípticos y trípticos), gradualmente se fueron haciendo más abundantes que las destinadas a instituciones eclesiásticas. El Cofre con Escenas de Romances (ca. 1330-1350) es un ejemplo de un pequeño grupo de cajas muy similares, probablemente el regalo de un futuro esposo a su novia, que representan un conjunto de escenas de la literatura amorosa medieval.

### Edad Moderna

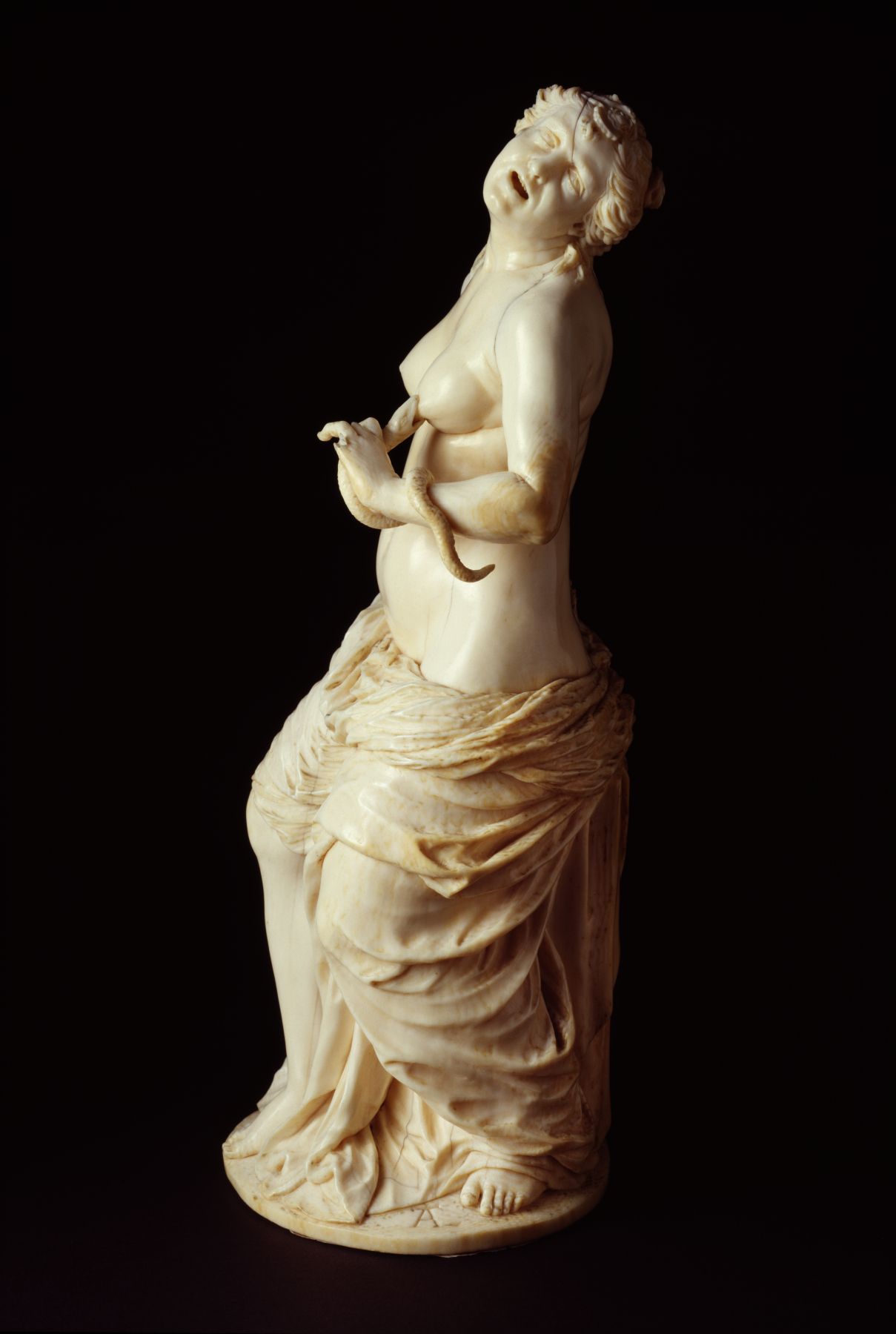
Cleopatra (Adam Lenckhardt, mediados del). La textura del marfil se acomoda de forma única a la representación de la vulnerabilidad del cuerpo. The Walters Art Museum.

La importancia del marfil decayó en la Edad Moderna, pero continuó utilizándose en placas y pequeñas figuras, especialmente en el corpus de los crucifijos, abanicos, mangos de cubiertos y un sinnúmero de objetos artesanales. La ciudad francesa de Dieppe se convirtió en un centro eborario importante, especializándose en el ornamentaciones caladas (ornate openwork) y maquetas de barcos. También destacaron los talleres de la ciudad alemana de Erbach. Kholmogory ha sido durante siglos el centro del estilo ruso de tallado de marfil, en tiempos en marfil de mamut, y actualmente en hueso en su mayor parte.

### Edad Contemporánea
Scrimshaw, usualmente una forma de grabado más que de tallado, es un tipo de arte ingenuo (naïve art) practicado por marineros y balleneros en distintos tipos de "marfil marino" (on sperm whale teeth and other marine ivory), principalmente en los siglos XVIII y XIX.
Hasta finales del siglo XIX se hacían de marfil las bolas de billar y otros juegos de mesa, aunque su amplia difusión suponía un gran aumento de la demanda. También se hacían de marfil las teclas blancas de los instrumentos de teclado y los mangos de los cubiertos, a veces con elaborados grabados.

## Eboraria islámica

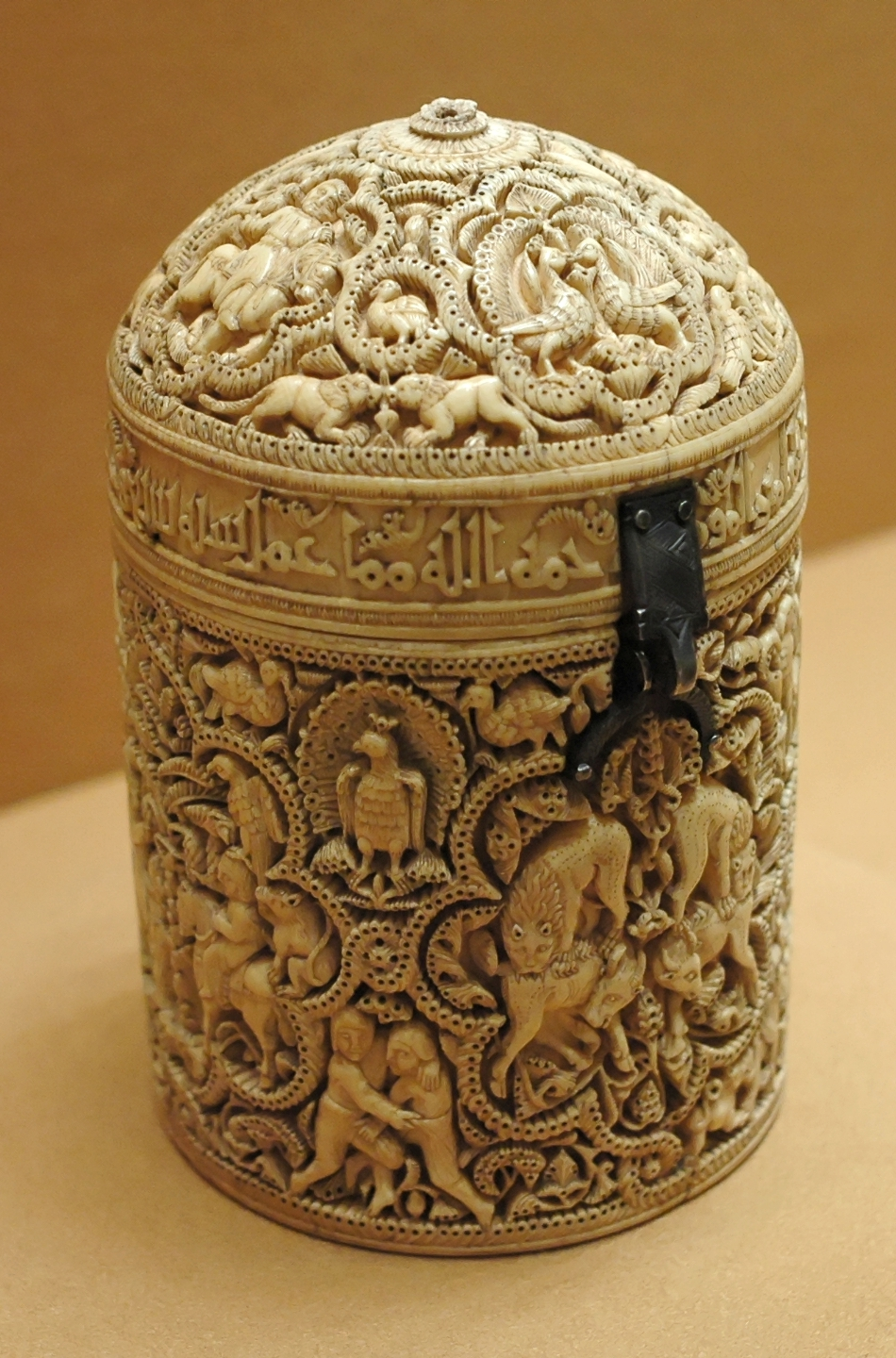
Píxide de al-Mughira España musulmana, 968.

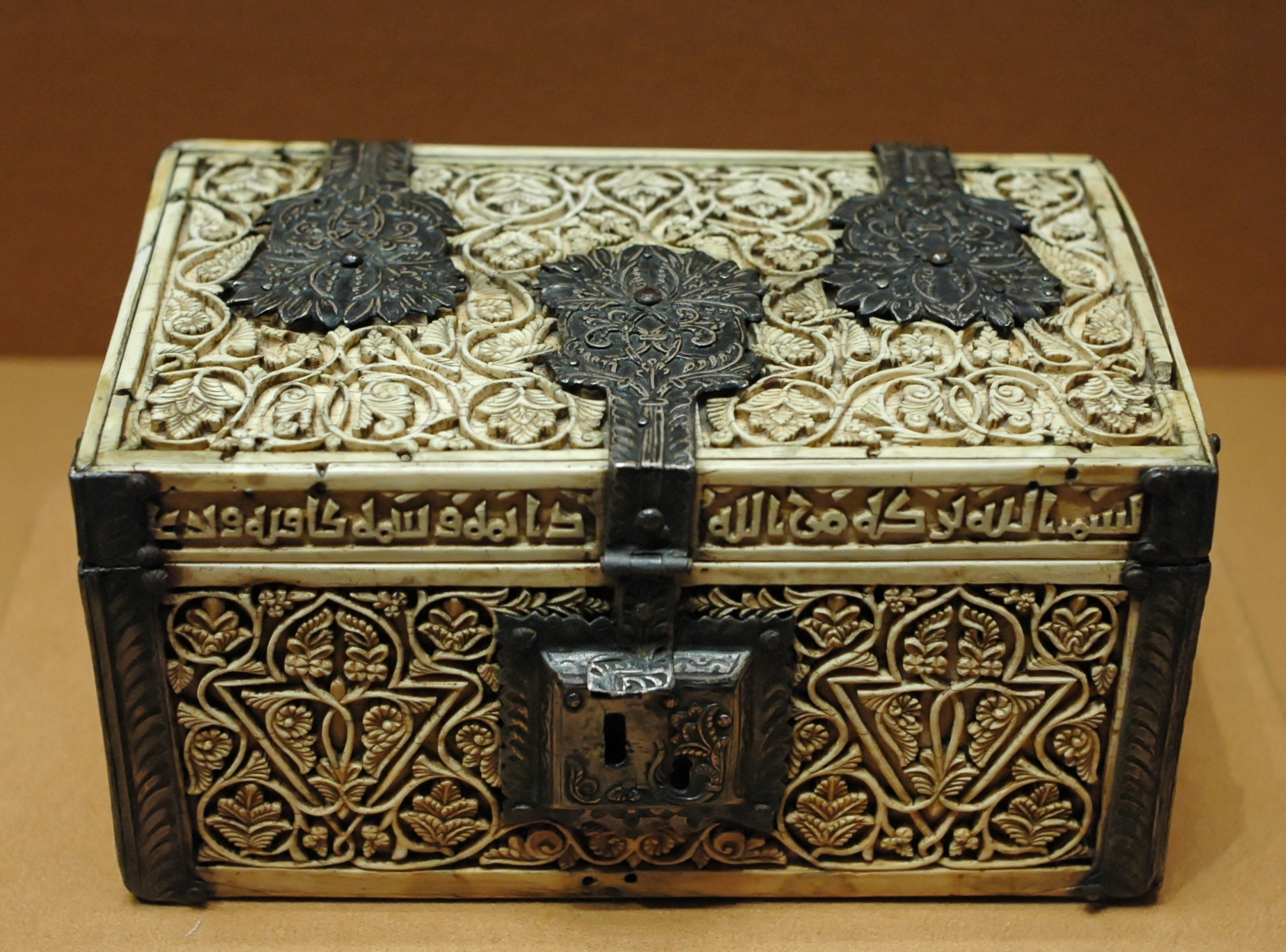
Cofre en marfil y plata, España musulmana, 966.

El marfil demostró ser adecuado para el grabado de las intricadas trazas geométricas del arte islámico , aplicándose extensamente en cofres, incrustaciones en madera y otros usos. Entre los años 750-1258 de la era cristiana el mundo islámico, más próspero que el cristiano, y con más fácil acceso geográfico al marfil africano y asiático, hizo un uso mucho mayor que en Europa, con abundancia de tipologías, como grandes cofres y cajas cilíndricas talladas en una sola pieza (como la de la imagen de la izquierda).  El calado, con el que la placa de marfil se perfora totalmente en algunas partes del diseño, es muy común, como en las tallas islámicas sobre madera. Como muchos otros aspectos de la eboraria islámica, esto refleja las tradiciones bizantinas que hereda el arte islámico. El aniconismo islámico era menos estricto en pequeñas obras decorativas, por lo que muchos marfiles islámicos sí representan delicadas figuras animales y humanas, sobre todo escenas de caza.

## India

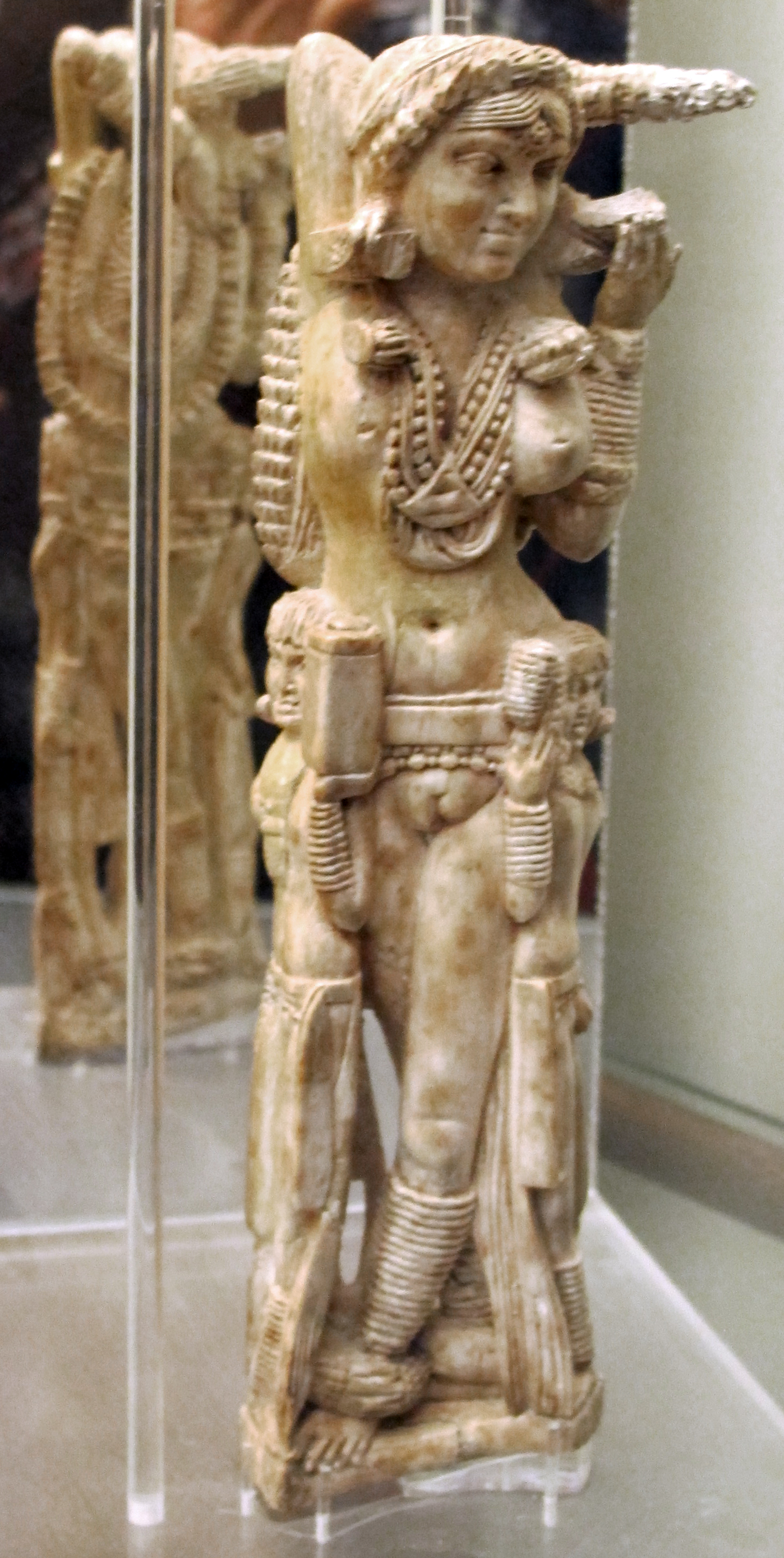
Los marfiles indios eran conocidos en la Antigua Roma, gracias al comercio indo-romano. En 1938 se encontró en las ruinas de Pompeya esta estatuilla, denominada Pompeii Lakshmi.

India fue un centro principal para la eboraria desde la Antigüedad, como muestran los marfiles de Begram.
Murshidabad (actual estado de Bengala Occidental), fue uno de los más famosos centros de producción de marfiles tallados. Un exquisito ejemplo es el juego de mesa y asiento ofrecidos al Victoria Memorial de Calcuta por el Maharaja de Darbhanga. Es un sillón de cinco patas, tres de las cuales culminan en garras de tigre y las otras dos en cabezas de tigre con las fauces abiertas. Tanto la mesa como el asiento están cubiertos de excelentes motivos florales perforados (estilo jaali) con trazas de chapado en oro. Los eborarios de Murshidabad distinguen tres partes en el colmillo del elefante: llaman al extremo sólido Nakshidant (el preferido para sus trabajos), a la parte media Khondidant y al extremo grueso y hueco Galhardant. Ejemplos epectaculares de sus obras pueden verse en la Puerta Darshan del Templo Dorado de Amritsar y en la del Memorial del Sultán Tipu en Mysore.
En el sur de la India los principales centros de eboraria están en Mysore y Tamil Nadu. También los hay en otras zonas, como Uttar Pradesh y Rajasthan. Notable tradición tienen los marfiles de Sri Lanka.

## Marfiles Kongo

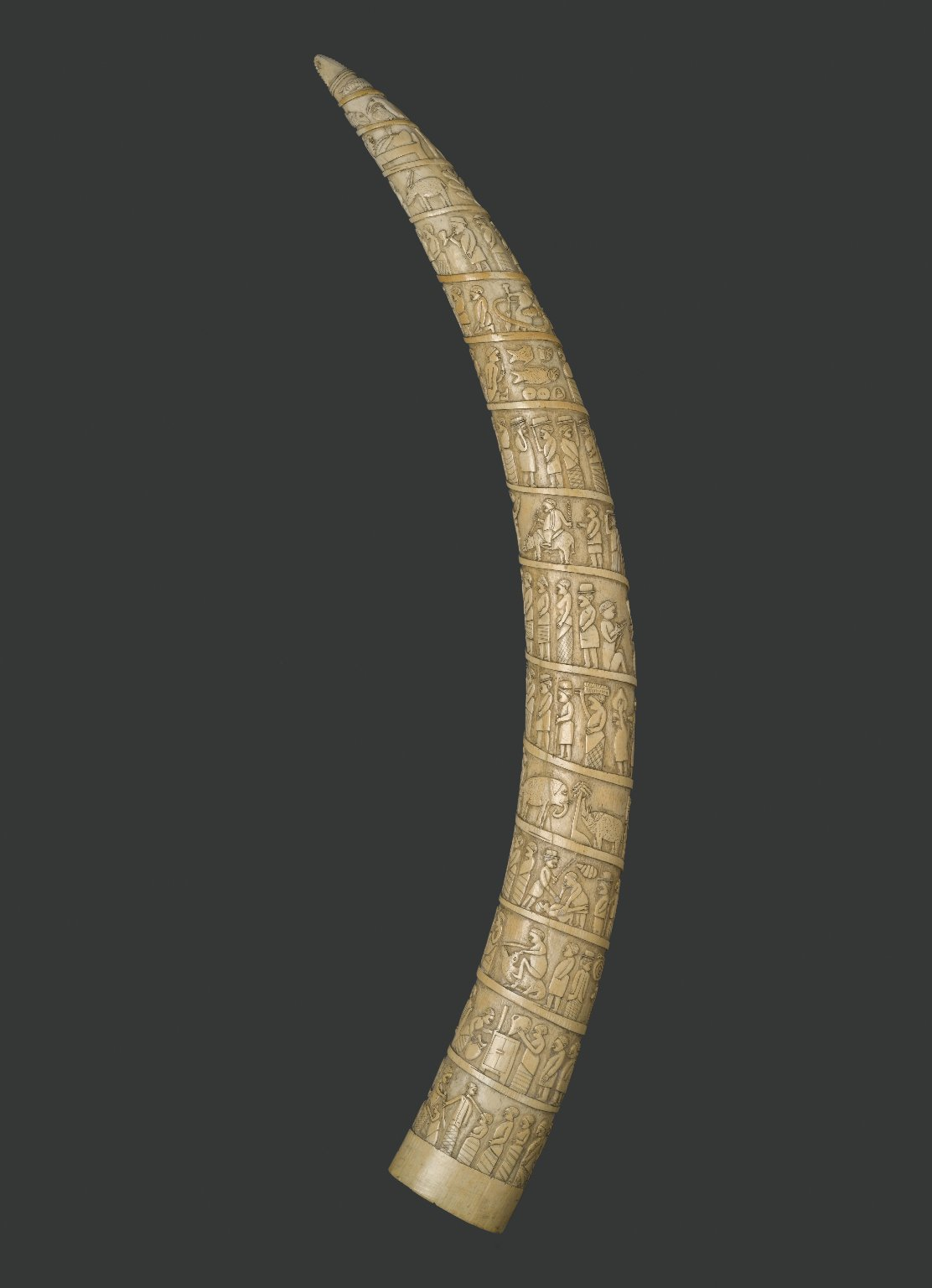
Colmillo de elefante tallado. Colección de marfiles Kongo del Brooklyn Museum.

## Marfiles policromados
El marfil puede ser objeto de policromía.
Muchos marfiles medievales se doraban y policromaban, en toda  o en parte de su superficie, pero solo se conservan restos de esos pigmentos, por su propio deterioro o porque los tratantes de arte del siglo XIX tenían la costumbre de eliminarlos. Algunos marfiles góticos conservan sus colores en buenas condiciones.

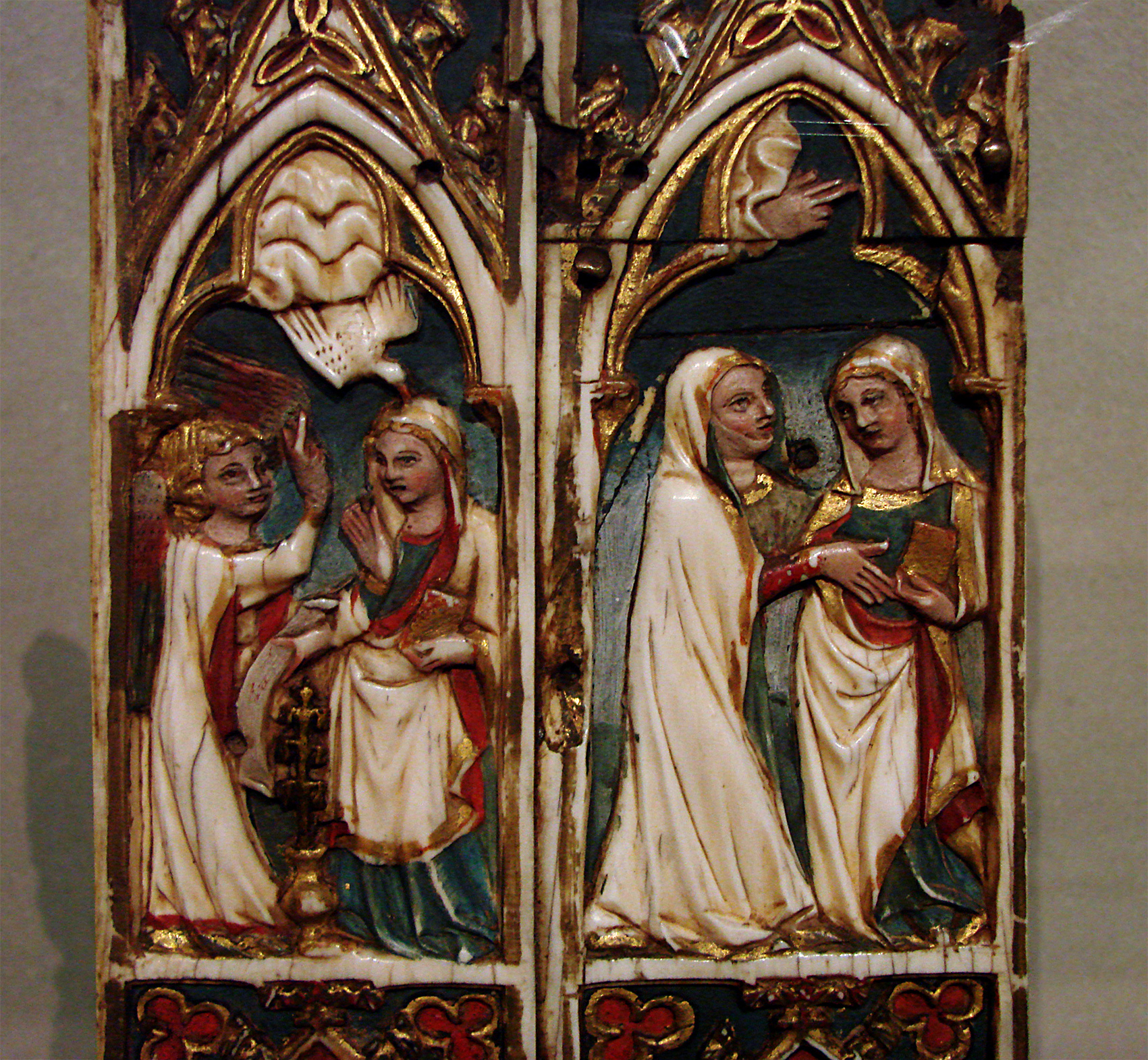
Díptico gótico policromado.
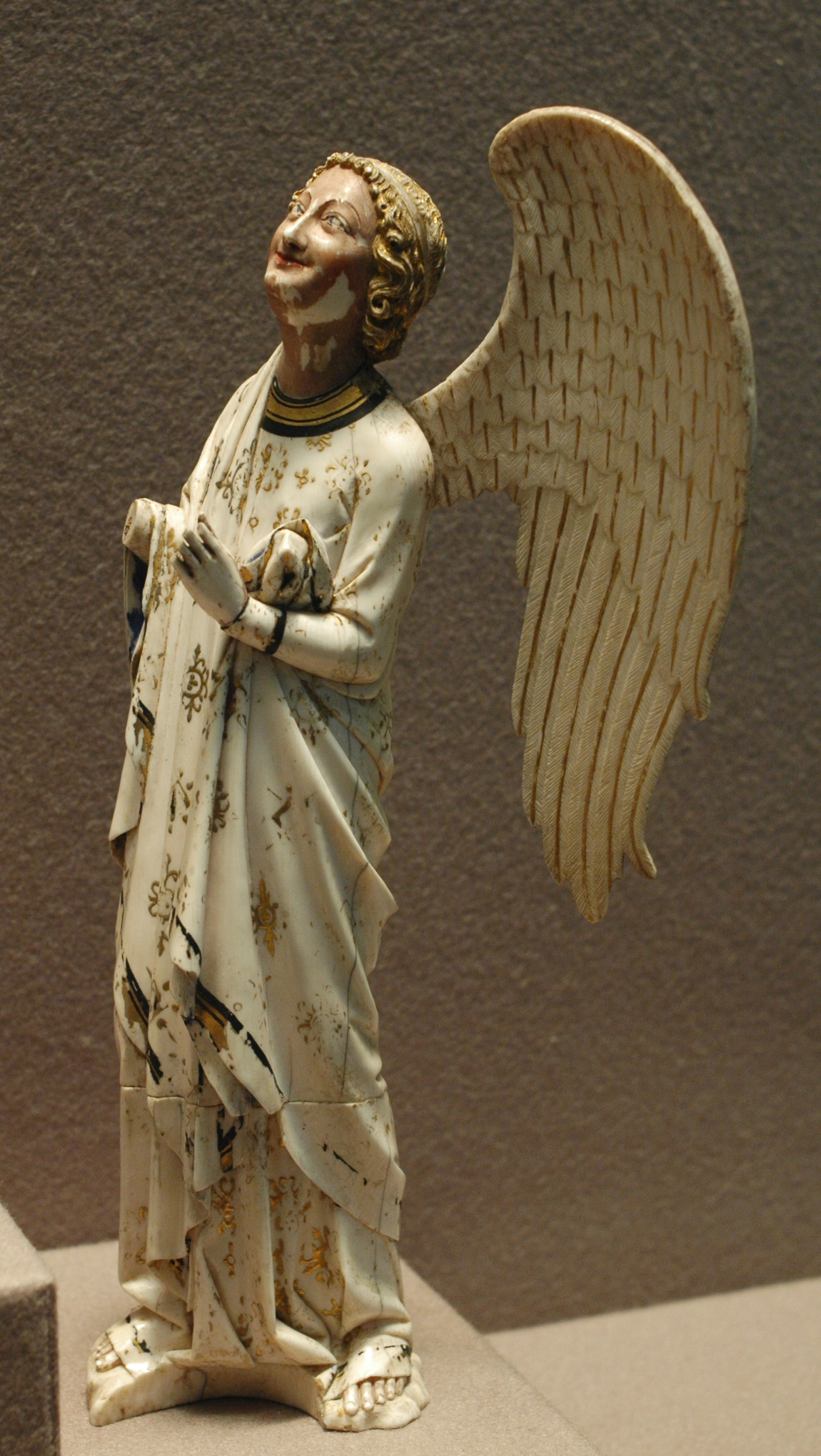
Ángel gótico, con resaltes y ropajes coloreados.
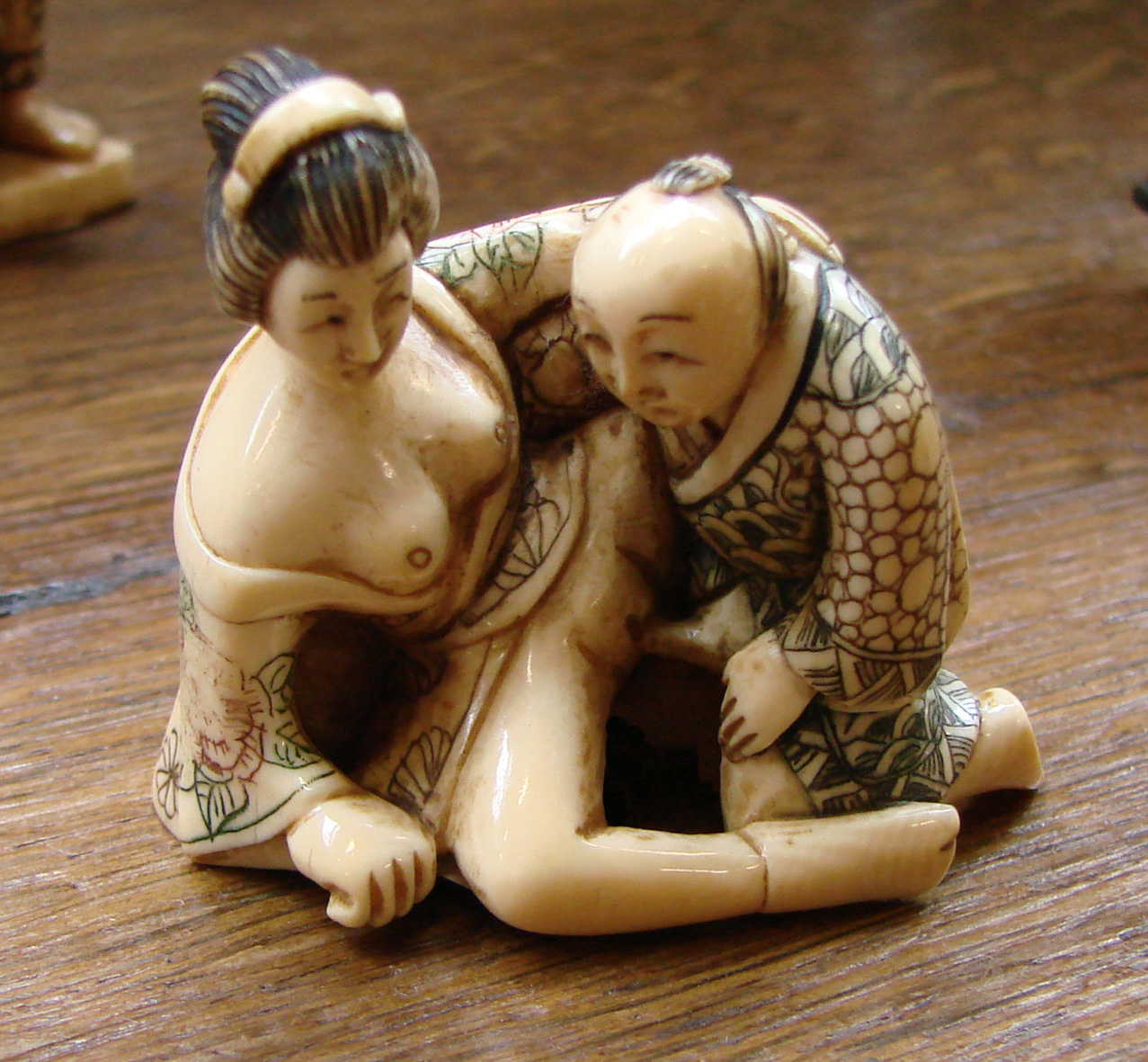
Marfil erótico asiático coloreado con tinta negra, verde y roja.
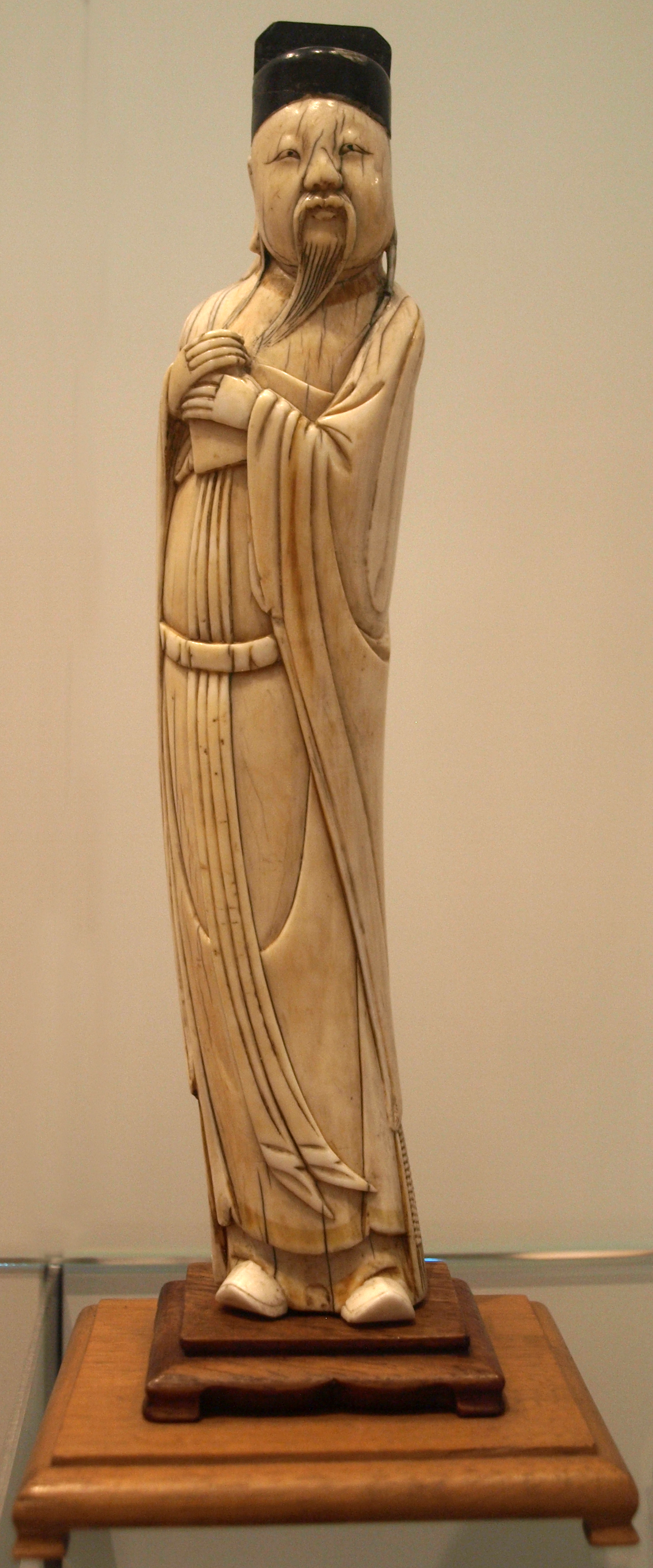
Wen Chang, dios chino de la literatura. Dinastía Ming, ca. 1550–1644.

## Marfil de otros animales

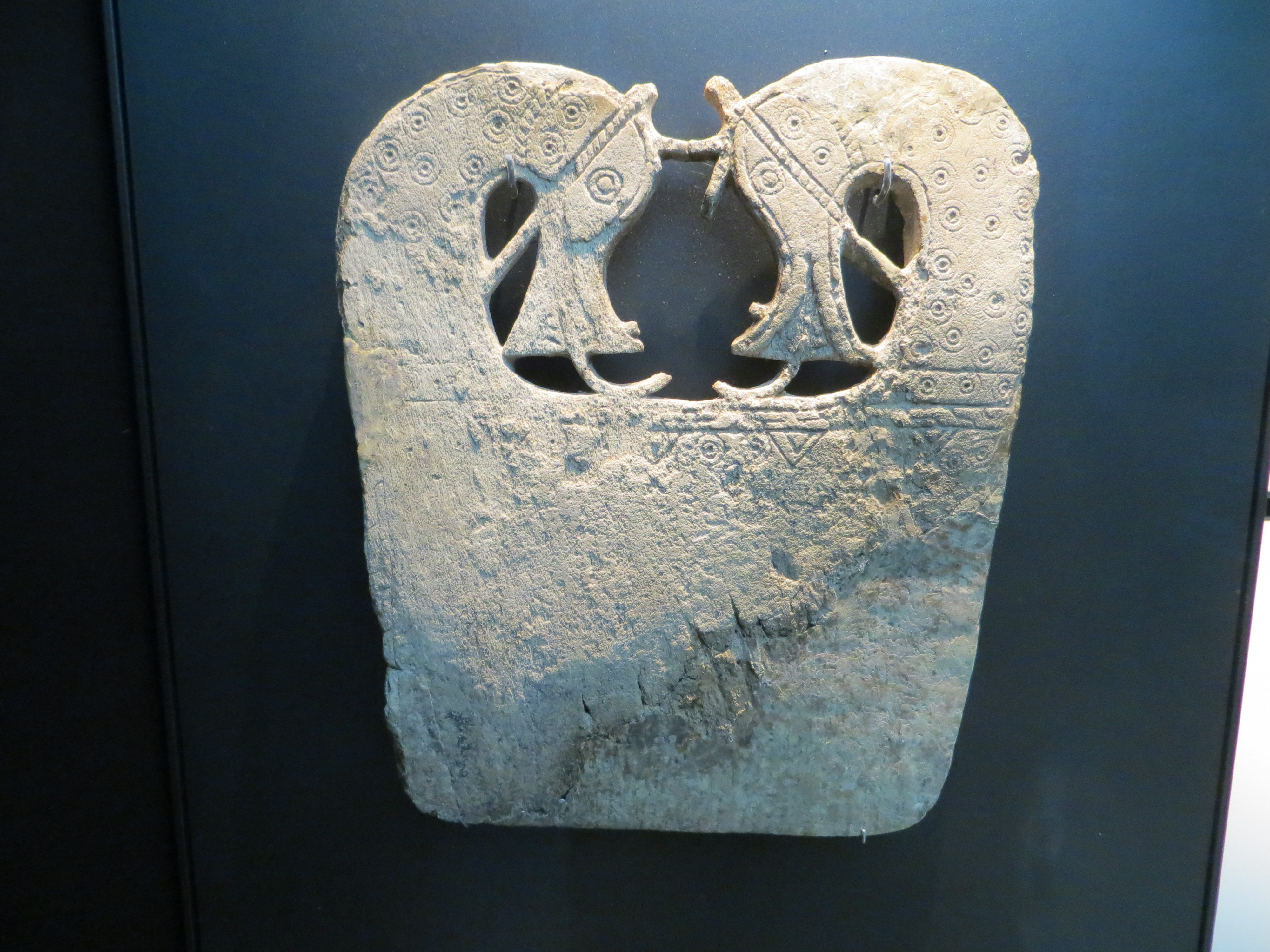
Placa en hueso de ballena (whalebone) del enterramiento vikingo de Lilleberge[23] (Noruega, siglo IX, British Museum)
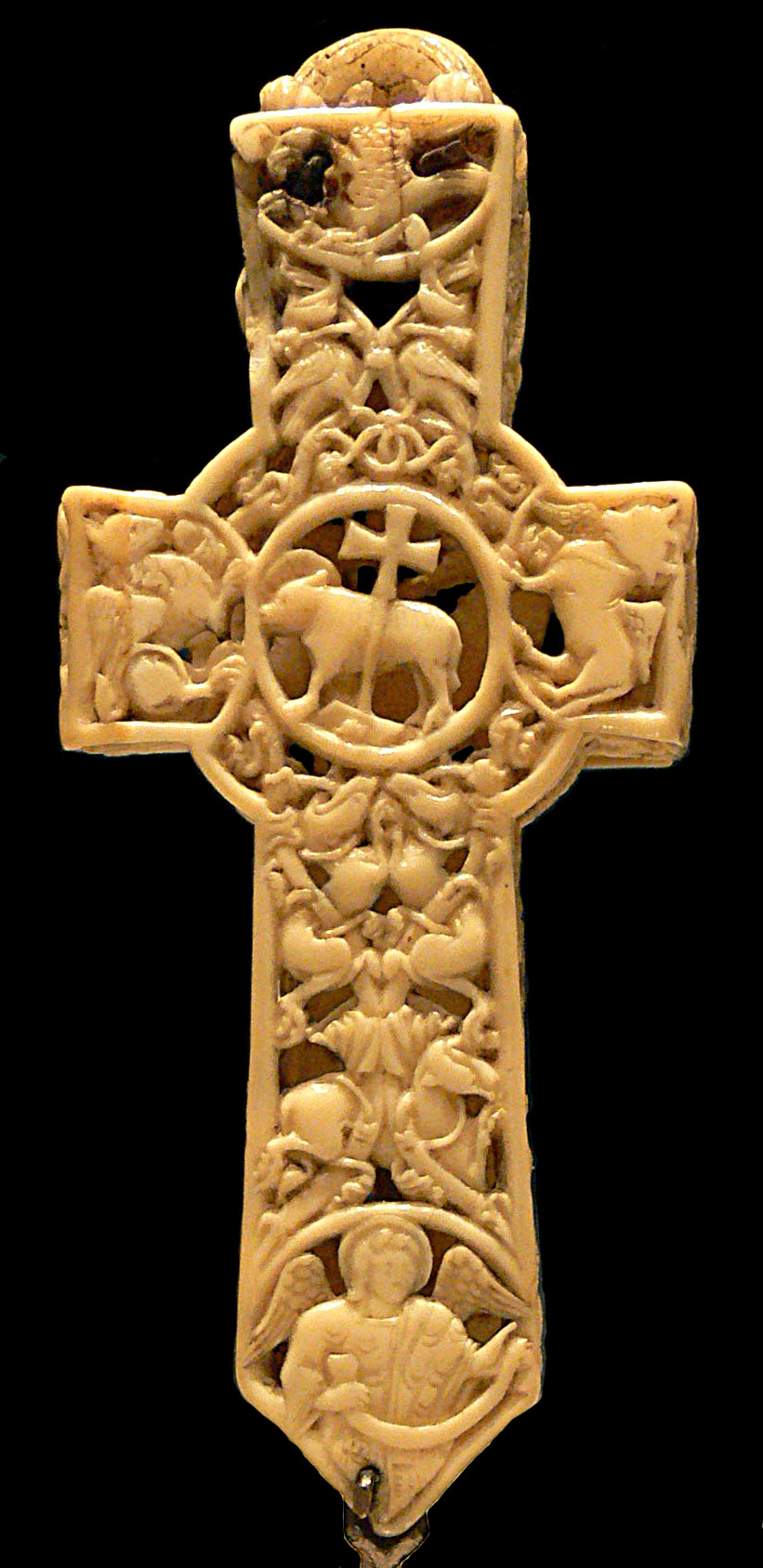
Relicario con forma de cruz, en marfil de morsa. Arte anglosajón, siglo XI.